# Joakim Svalberg
Joakim Svalberg es un músico sueco, más conocido por ser el nuevo tecladista de Opeth. Svalberg también toca en la banda elGamo con la cual está trabajando en su primer disco.
La primera audición de Joakim svalberg con el grupo Opeth fue con la canción heritage, una canción inspirada por el tecladista sueco Jan johansson y que abre el álbum del mismo nombre. Si bien el sale en las fotos promocionales como miembro oficial en el año 2011, fue Per wiberg el encargado de tocar el teclado y mellotron en las otras canciones del álbum. Desde entonces ha sido miembro permanente de la banda con 4 álbumes de estudio y un álbum en vivo Garden of the titans.

## Influencias
Sus principales influencias son: Gentle Giant, Edgar Winter, Buddy Miles, Yes, King's X, Pink Floyd, Genesis (con Peter Gabriel), The Beatles, Mahavishnu Orchestra, Deep Purple, Faces, National Health, UK, David Bowie, Black Sabbath, Rainbow, Robert Fripp, y Wool.

## Discografía

### With QOPH
- Kalejdoskopiska Aktiviteter (1998)
- Pyrola (2004)

### Con Yngwie J. Malmsteen
- G3: Rockin' in the Free World (2004)
- Unleash the Fury (2005)

### Con Opeth
- Heritage (2011)
- Pale Communion (2014)
- Sorceress (2016)
- In Cauda Venenum (2019)
- The Last Will and Testament (2024)

### Con elGamo
- TBA (2012)